# Alberto Milli
Alberto Milli, nato Alberto Millich (Rovigno, 27 luglio 1920 – ...) è stato un calciatore e allenatore di calcio italiano, di ruolo attaccante.

## Caratteristiche tecniche
Centravanti, ala sinistra o mezzala, alto e magro di corporatura e tecnicamente dotato, era abile nel gioco aereo e possedeva un tiro forte e secco con entrambi i piedi.

## Carriera
A Pola, dove la famiglia si è trasferita nel 1926 per lavoro, entra a far parte delle formazioni giovanili del Grion e all'età di diciotto anni esordisce nella prima squadra in Serie C, realizzando 11 goal in 20 gare nel campionato 1938-1939.
Nel 1939 viene ingaggiato dal Torino in Serie A, categoria dove non scende mai in campo, e dopo un anno è ceduto al Macerata con cui debutta in serie cadetta totalizzando 5 reti in 20 partite. Tesserato dalla Biellese, con i lanieri conclude la stagione 1941-1942 al secondo posto nel girone D di terza serie.
La stagione successiva disputa al Bari le prime sedici presenze in massima serie, dove esegue positivamente la fase di costruzione del gioco; colleziona due reti, la prima è quella del pareggio esterno 1-1 con la Triestina. È schierato in due dei tre spareggi per la permanenza nella categoria, da cui i galletti escono sconfitti, retrocedendo.

Il Molfetta nella stagione 1955-1956 di Serie C; Milli, con la fascia di capitano, è il secondo in alto da destra.

 Durante l'interruzione del campionato di calcio a causa della guerra continua a giocare in Puglia i tornei bellici, vincendo il Campionato dell'Italia Libera nelle file del Conversano.
Milli non è reingaggiato dall'AS Bari, che ammessa alla Serie mista A-B Centro-Sud ha ritesserato ex novo molti dei suoi giocatori, e a conflitto terminato torna a Pola.
Per l'anno 1946-1947 il calciatore istriano si accorda con la Triestina, giocandovi 34 gare in Serie A e segnando 6 goal (fra cui il rigore dello 0-1 finale in trasferta contro il Modena). Anche in questo caso la sua squadra retrocede; riammessa nella massima divisione vende l'attaccante alla Pro Gorizia, gruppo con cui va in doppia cifra in cadetteria e retrocede.
Nell'estate del 1948 acquista il suo cartellino il Molfetta, piccolo club appena retrocesso nella Promozione interregionale dalla terza serie. Milita nella formazione pugliese gli ultimi otto anni della sua carriera, alternando Serie C e IV Serie. Assume almeno due volte la guida tecnica dei biancorossi, nel 1951-1952 portandoli in salvo agli spareggi di C, e la stagione seguente. Per la compagine Milli totalizza 109 marcature in 192 incontri disputati, fra cui 6 triplette e 12 doppiette. A sessant'anni dal suo ritiro, è rimasto fra i calciatori più ricordati e apprezzati dagli sportivi molfettesi.
In carriera ha collezionato 50 presenze e 8 goal in serie A, 49 presenze e 16 reti in serie B. In seguito si è trasferito in Venezuela, dove ha gestito un'attività industriale.

## Palmarès

### Club

#### Competizioni nazionali
- IV Serie: 1

Molfetta: 1954-1955 (solo il titolo meridionale)
- Promozione: 1

Molfetta: 1950-1951 (primo nel girone interregionale e in quello finale meridionale)